# 광주통일관
광주통일관은 시시각각으로 변화하는 남북 현황을 체감할 수 있는 전시물과 홍보자료 및 특수자료를 보유한 체험학습장 겸 통일교육기관이다.
1989년 개관하여 광주광역시 북구 운암동 중외공원 내에 위치해 있다가 2005년 11월 광주광역시 서구 화정동 청소년문화의집 1층으로 이전하였다.

## 관람 안내
- 관람시간: 평일 09:30 ~ 17:30 / 토요일 09:30 ~ 16:30
- 입장료: 무료
- 휴관일: 매주 일요일 / 월요일(사정에 따라 변경될 수 있음)

## 전시 안내
- 북한물품 전시 및 북한 문화 들여다보기
- 북한영화 및 만화 상영
- 남북관계도 및 통일노력의 자료전시 등
- 통일놀이체험 - 통일지도, 통일놀이터, 통일릴레이 등

## 통일관 방문체험 및 이동통일관 신청방법
- 신청: 광주통일관 전화 사전예약
- 인원: 학년, 단체, 모임, 동아리 등 단체로 신청

## 오시는 길
- 주소: 광주광역시 서구 화정로 179번길 63(화정동) 1층
- 교통편: 화정역 2번 출구 / 화정역 하차(송정19, 지원56, 나주160) / 화정사거리 하차(매월26, 송암31, 마을763)